# Grammostola fossor
Grammostola fossor là một loài nhện trong họ Theraphosidae.
Loài này thuộc chi Grammostola. Grammostola fossor được Joachim Schmidt miêu tả năm 2001.